# ۶۲۰ (قمری)
۶۲۰ (قمری)، ششصد و بیستمین سال در گاهشماری هجری قمری است. اول محرم این سال برابر با چهارم فوریه سال ۱۲۲۳ میلادی است.